# 瓦尔拉维永
瓦尔拉维永（法語：Valravillon，法語發音：[valʁavijɔ̃]）是法国约讷省的一个市镇，属于欧塞尔区。该市镇于2016年1月1日由原市镇盖尔希、拉迪兹、讷伊和维勒梅尔合并而成，行政中心位于盖尔希。

## 地名
该地名“Valravillon”为“Val”和“Ravillon”的连写，意为“拉维永河谷”。

## 地理
瓦尔拉维永（47°53'35.2"N, 3°26'24.0"E）面积37.05 平方千米，位于法国勃艮第-弗朗什-孔泰大區约讷省，该省份为法国中北部内陆省份，西接卢瓦雷省，西北接塞纳-马恩省，南至涅夫勒省，东临科多尔省，东北与奥布省接壤。
与瓦尔拉维永接壤的市镇（或旧市镇、城区）包括：尚普莱、埃皮诺莱沃夫、沙尔穆瓦、巴苏、希什里、布朗什、弗勒里拉瓦莱、托隆河畔普瓦伊、蒙托隆、瑟南。
瓦尔拉维永的时区为UTC+01:00、UTC+02:00（夏令时）。

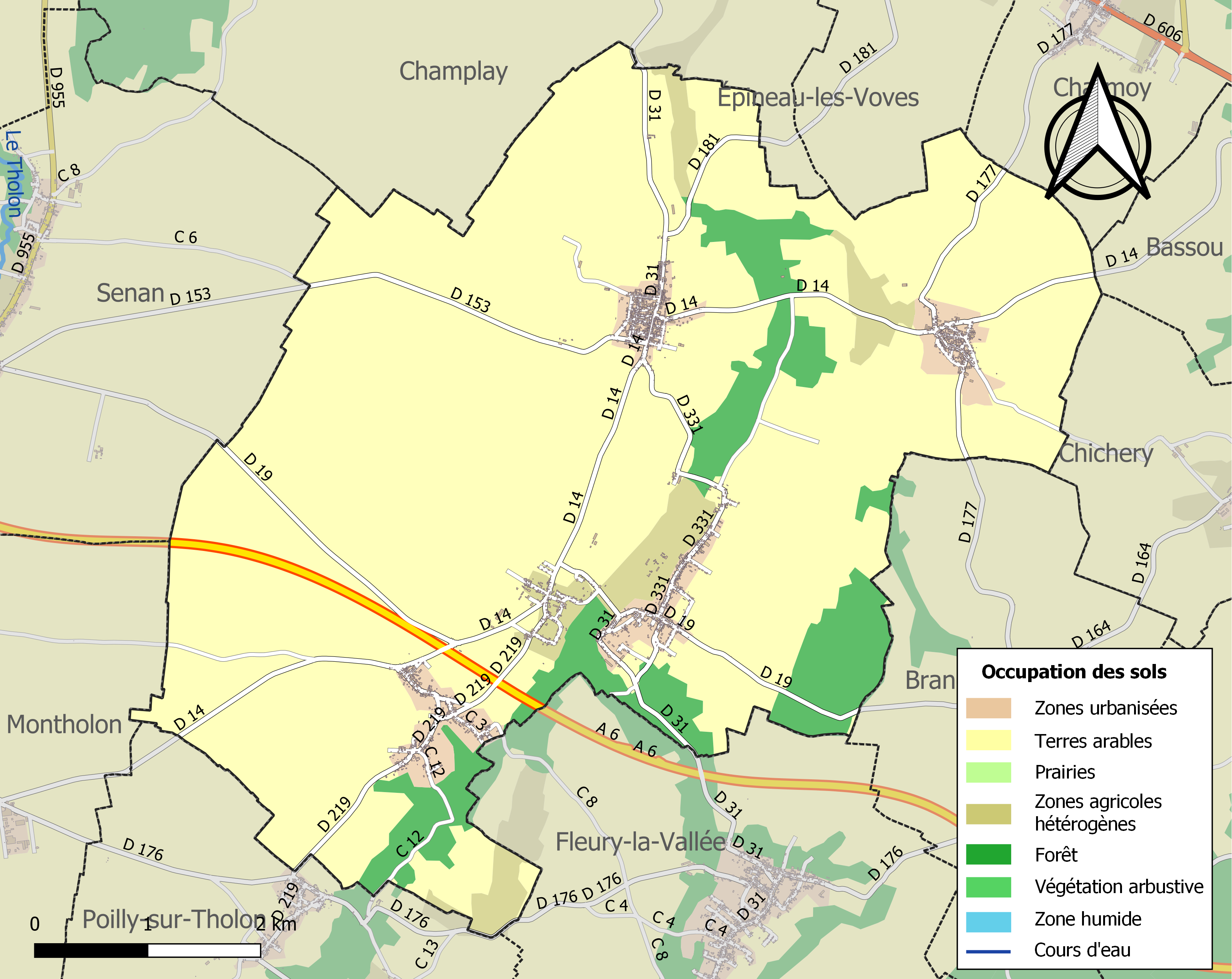
瓦尔拉维永的OSM定位图

## 行政
瓦尔拉维永的邮政编码为，INSEE市镇编码为89196。

## 政治
瓦尔拉维永所属的省级选区为沙尔尼-奥雷德皮赛县。

## 人口
瓦尔拉维永于2022年1月1日时的人口数量为1777人。